# Friedrich Ahn
Friedrich Ahn, nemški bibliograf in slavist, * 5. maj 1861, Celje, † 16. september 1916, Gradec.
Friedrich Ahn je do 1879 obiskoval gimnazijo v Ljubljani, nato študiral klasično filologijo, staro zgodovino in slavistiko v Gradcu, kjer je 1889 doktoriral (doktorat na osnovi slavistične disertacije) in kot slavist nastopil službo v graški univerzitetni biblioteki. Pod vplivom Radicseve publikacije o knjigotrštvu na Kranjskem se je začel zanimati tudi za slovenska protestantska dela, o katerih je objavil v listih: »Publik. des Börsen-Ver. der deutschen Buchhändler« (1897, 1902, 1906), »Mitteilungen des österr. Vereines f. Bibliothekswesen« (1906), »Jahrbuchu der Ges. f. Gesch. des Prot. in Österr.«  (1906) in »Carnioli« (1908) 12 spisov, ki obravnavajo samo starejši slovenskih tisk ali kranjsko zgodovino, med drugim so bili tudi naslednji članki: Bibliogr. Seltenheiten der Truber-Literatur (1894), Die slovenischen Erstlingsdrucke der Stadt Laibach (1896), Johann Mannel, Laibachs erster Buchdrucker (1897), Johann Mannels deutsche Druckwerke (1906).